# Montrelais
Montrelais är en kommun i departementet Loire-Atlantique i regionen Pays de la Loire i nordvästra Frankrike. Kommunen ligger i kantonen Varades som tillhör arrondissementet Ancenis. År 2022 hade Montrelais 843 invånare.

## Befolkningsutveckling
Antalet invånare i kommunen Montrelais
| Referens: INSEE |